# Avenida Brasil (Montevideo)
Avenida Brasil es una importante arteria vial del sur y centro de la ciudad de Montevideo, Uruguay.

## Características
Con recorrido norte - sur, la avenida transcurre por el barrio de Pocitos, uno de los barrios más poblados de la ciudad y con gran cantidad de comercios.

## Recorrido
Nace sobre Bulevar Gral. Artigas, entre las calles Canelones y Charrúa, generando dos plazas públicas de la ciudad: La Plaza José Pedro Varela, bordeando junto a la calle Canelones, y el espacio libre Héctor Martín Sturla, bordeando junto a la Avenida Ing. Luis P. Ponce.
Transcurre las primeras 5 cuadras, hasta generar la plaza José Maria da Silva Paranhos, y donde gira 90° grados y sigue su ruta hacia el sur.
Finaliza en la Rambla República del Perú, donde genera una última plaza llamada Joaquín José da Silva Xavier